# Cuvierova fontána
Cuvierova fontána (francouzsky Fontaine Cuvier) je fontána v Paříži.

## Umístění
Kašna se nachází v 5. obvodu na nároží ulic Rue Linné a Rue Cuvier naproti vstupu do Jardin des plantes.

## Historie
Fontána vznikla v roce 1840, jejím autorem je architekt Vigoureux a nese jméno francouzského přírodovědce Georgese Cuviera. V roce 1984 byla zapsána na seznam historických památek.

## Popis
Dominantou kašny je alegorická socha Přírodní historie, jíž autorem je sochař Jean-Jacques Feuchère. Představuje mladou ženu nesoucí desku s latinským nápisem Rerum cognoscere causas, což bylo Cuvierovo motto převzaté z Vergiliova verše Felix qui potuit rerum cognoscere causas (Šťasten, kdo by dokázal poznat příčiny všech věcí). Ženu doprovází lev, mořští živočichové a obojživelníci.